# Eccymatoge abiens
Eccymatoge abiens là một loài bướm đêm trong họ Geometridae.